# Sarah McTernan
Sarah McTernan (née le 11 mars 1994) est une autrice-compositrice-interprète irlandaise originaire de Scarriff, dans le comté de Clare. Elle est connue pour avoir remporté la troisième place lors de la quatrième saison de The Voice of Ireland en avril 2015. Elle représentera l'Irlande au Concours Eurovision de la chanson 2019 avec la chanson 22. 

## Biographie
Sarah est fille unique. Après avoir obtenu son diplôme en 2011, elle a suivi des cours de pré-infirmière à Ennis, dans le comté de Clare. Elle a ensuite étudié la technologie musicale à l'institut de technologie de Limerick pendant plusieurs mois. Sarah a pris une pause scolaire et a continué à travailler comme employée de commerce de détail à Penneys (Primark). En septembre 2014, Sarah s'est inscrite à l'Université de Limerick pour étudier le chant et la danse, mais a dû attendre jusqu'en septembre 2015. Elle joue de la guitare, du piano et du tin whistle.

## The Voice of Ireland
En novembre 2014, après avoir passé les auditions à l'aveugle sur The Voice of Ireland, Sarah a créé un groupe pour acquérir de l'expérience dans le domaine des performances. Le groupe composé de quatre musiciens était composé du guitariste Dwayne Mann, du batteur John Moroney, du bassiste Declan Larkin et de Sarah au chant.
McTernan participe à The Voice of Ireland en 2015. Lors de son audition à l'aveugle, elle a chanté Who You Are, pour lequel les quatre juges se sont retournés. Elle a ensuite choisi de faire partie de l'équipe de Rachel Stevens du S Club 7. La vidéo d'audition de Sarah reste la vidéo la plus regardée de la série avec plus de 90 100 vues. Pour l'émission The Battle, elle a affronté Tara Gannon Carr. Ils ont interprété Changing de Sigma, mettant en vedette Paloma Faith. Stevens a décidé d'envoyer Sarah aux Live Knockouts. Sarah a chanté Ghost de Ella Henderson et a affronté Paul Taylor et Cian O Meila. Stevens a décidé d'envoyer Sarah aux concerts en direct pendant que Paul et Cian étaient renvoyés à la maison. Dans le premier spectacle, Sarah a chanté What I Did for Love de David Guetta avec Emeli Sandé. Sarah s'est classée troisième, derrière Emma Humber à la deuxième place et Patrick James à la première place.

## Après The Voice:Concours Eurovision de la chanson
En 2017, McTernan a soumis la chanson Eye of the Storm aux auditions de 1 in 360, un vote en ligne pour représenter Saint-Marin au concours Eurovision de la chanson. Le 8 mars 2019, RTÉ a annoncé que McTernan serait la représentante irlandaise du concours Eurovision de la chanson 2019 à Tel Aviv, en Israël. Elle interprétera la chanson 22 dans la deuxième demi-finale.